# Biserica de lemn din Bălănești-Toropi

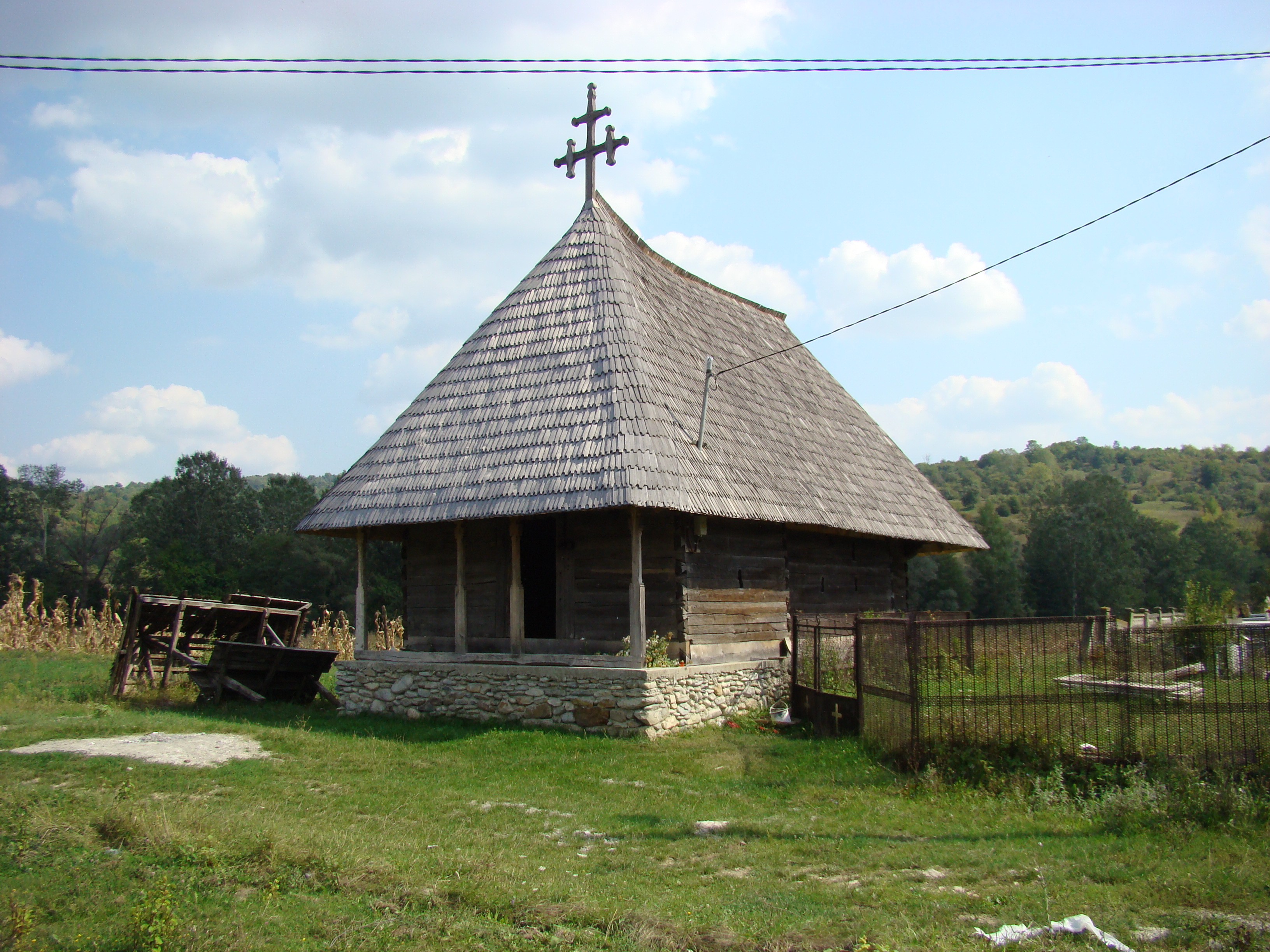
Biserica de lemn „Sfinţii Voievozi” din Bălăneşti, cătun Toropi, comuna Bălăneşti, județul Gorj, foto: septembrie 2009.

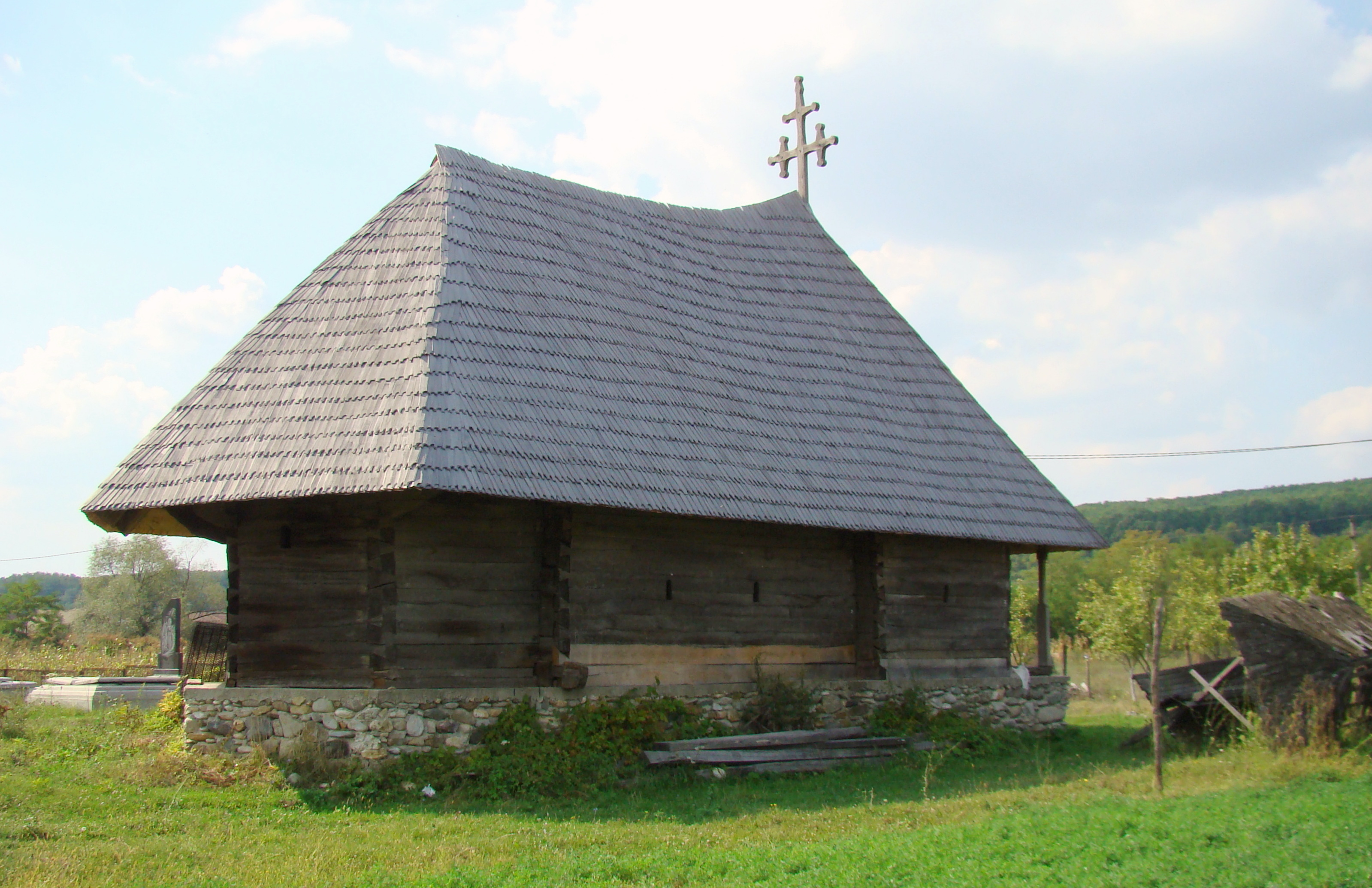
Biserica (nord-est)

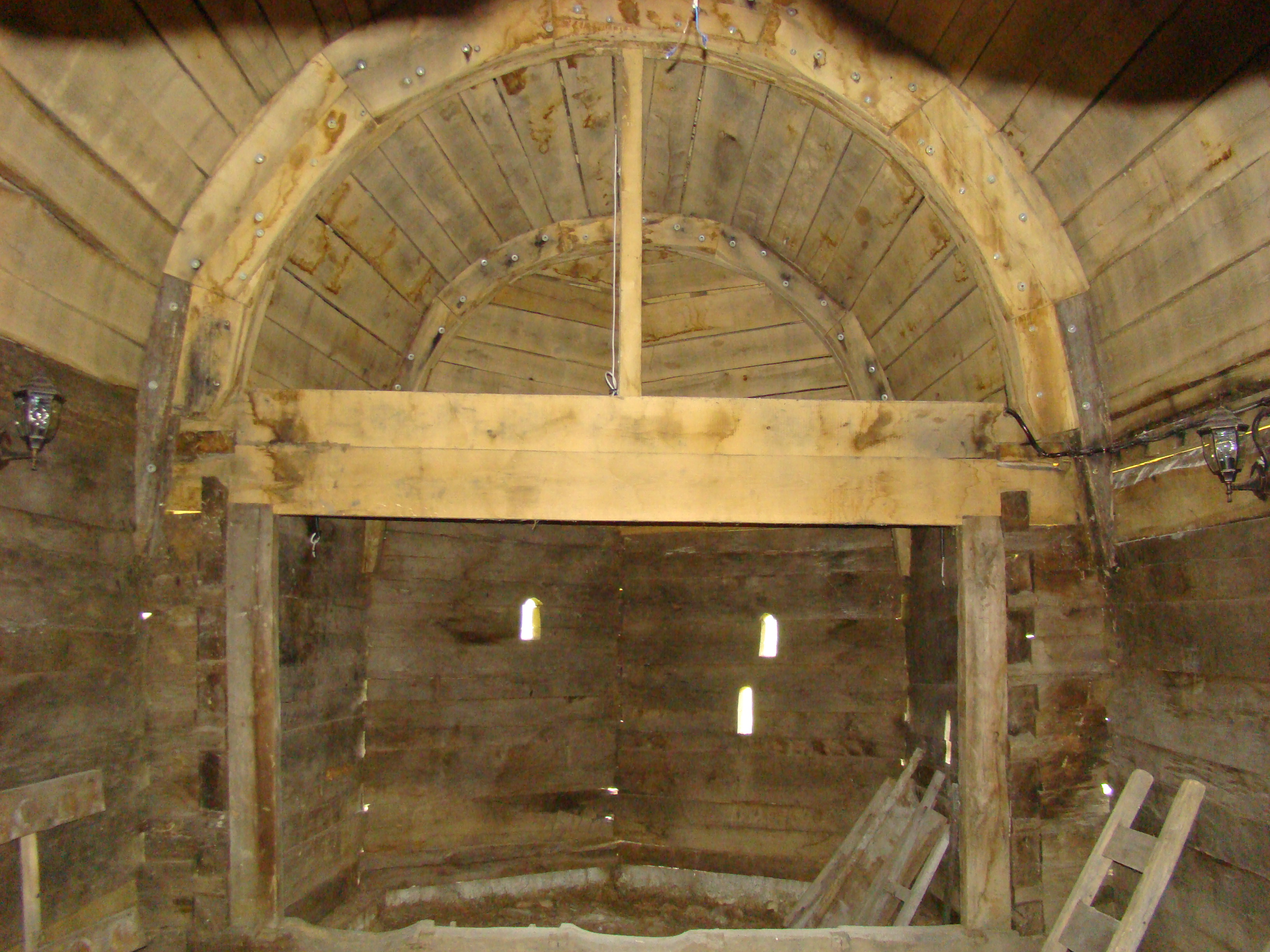
Altarul şi nava sunt acoperite de o boltă semicilindrică

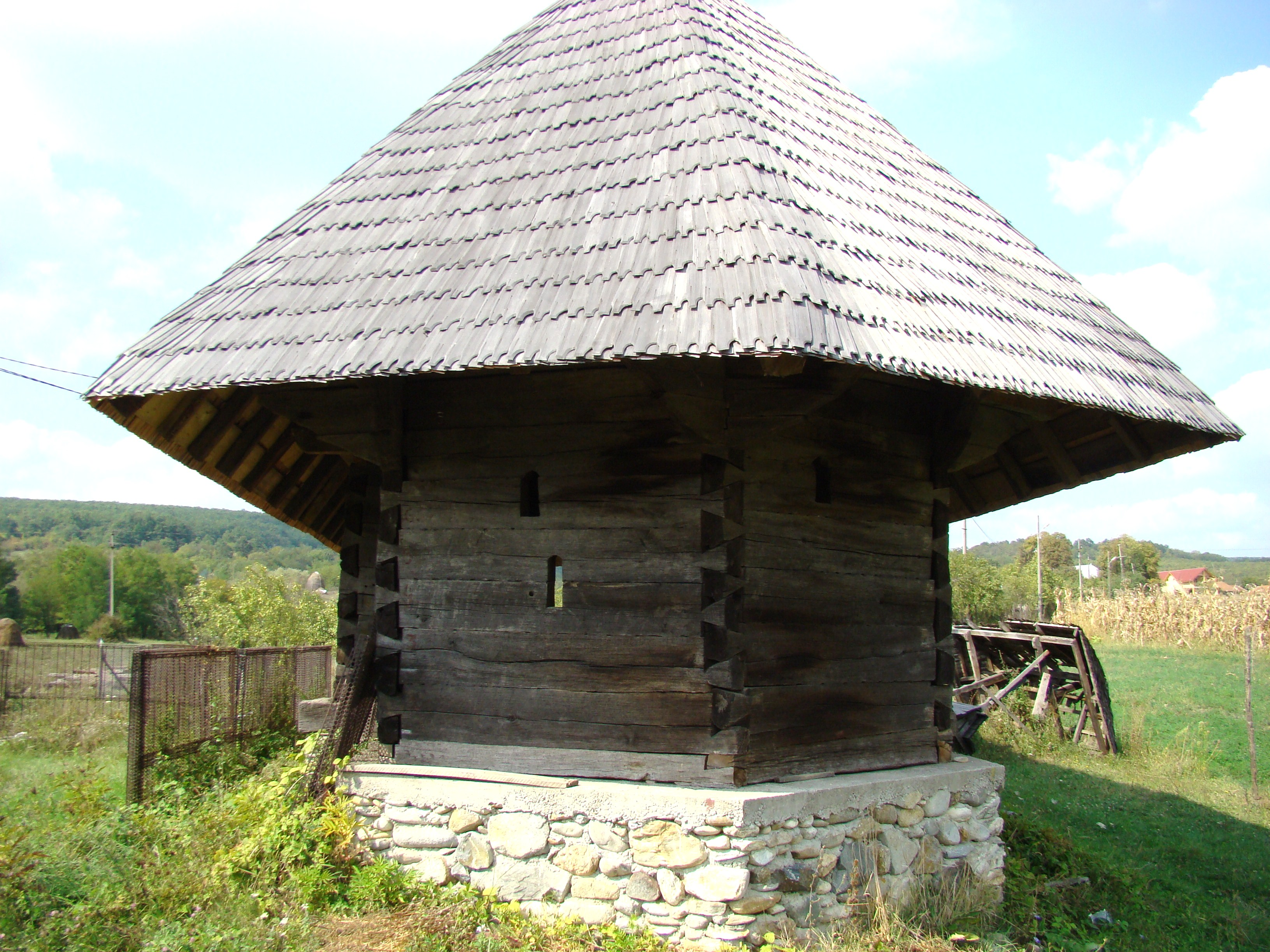
Absida altarului

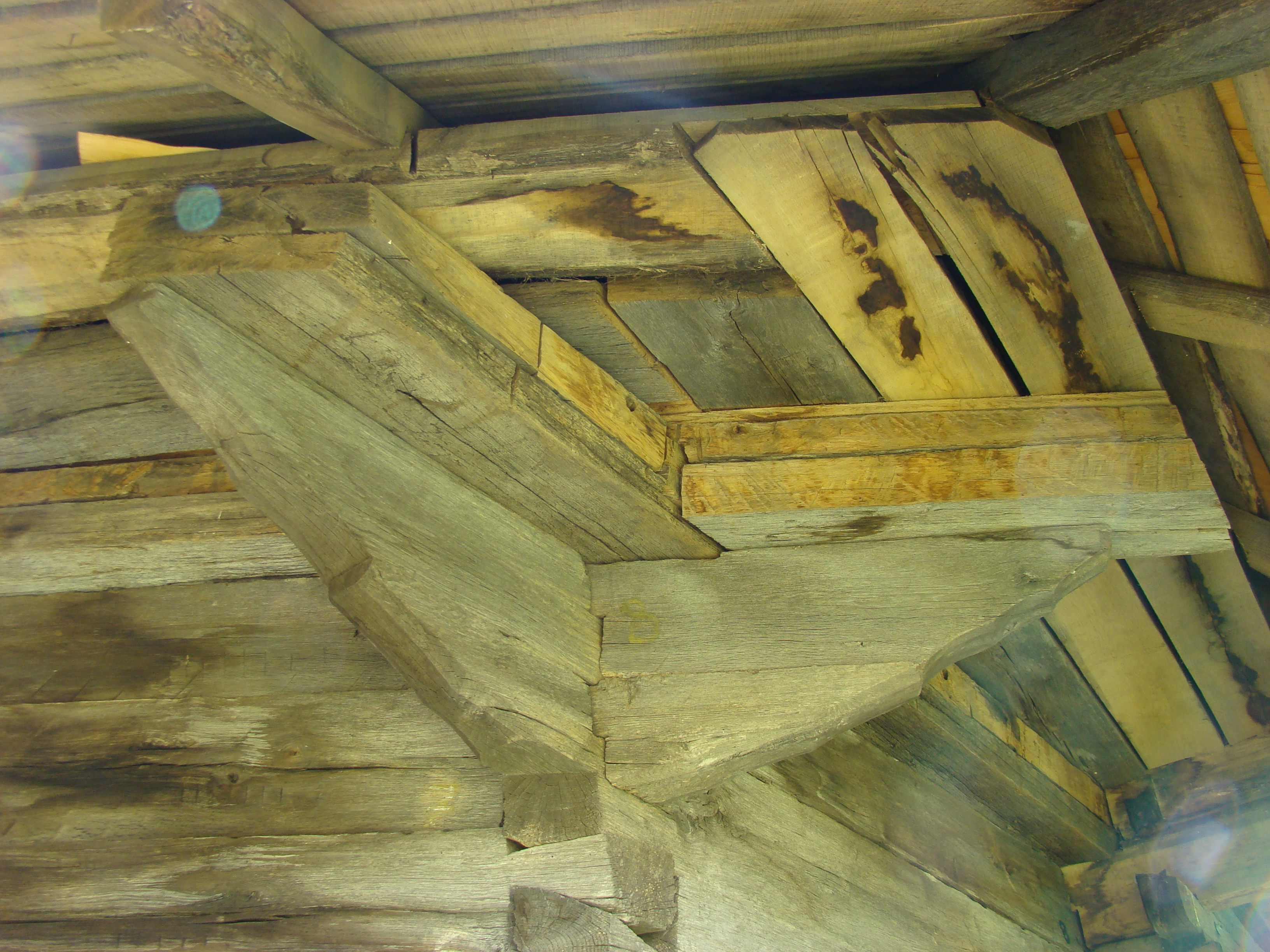
Console

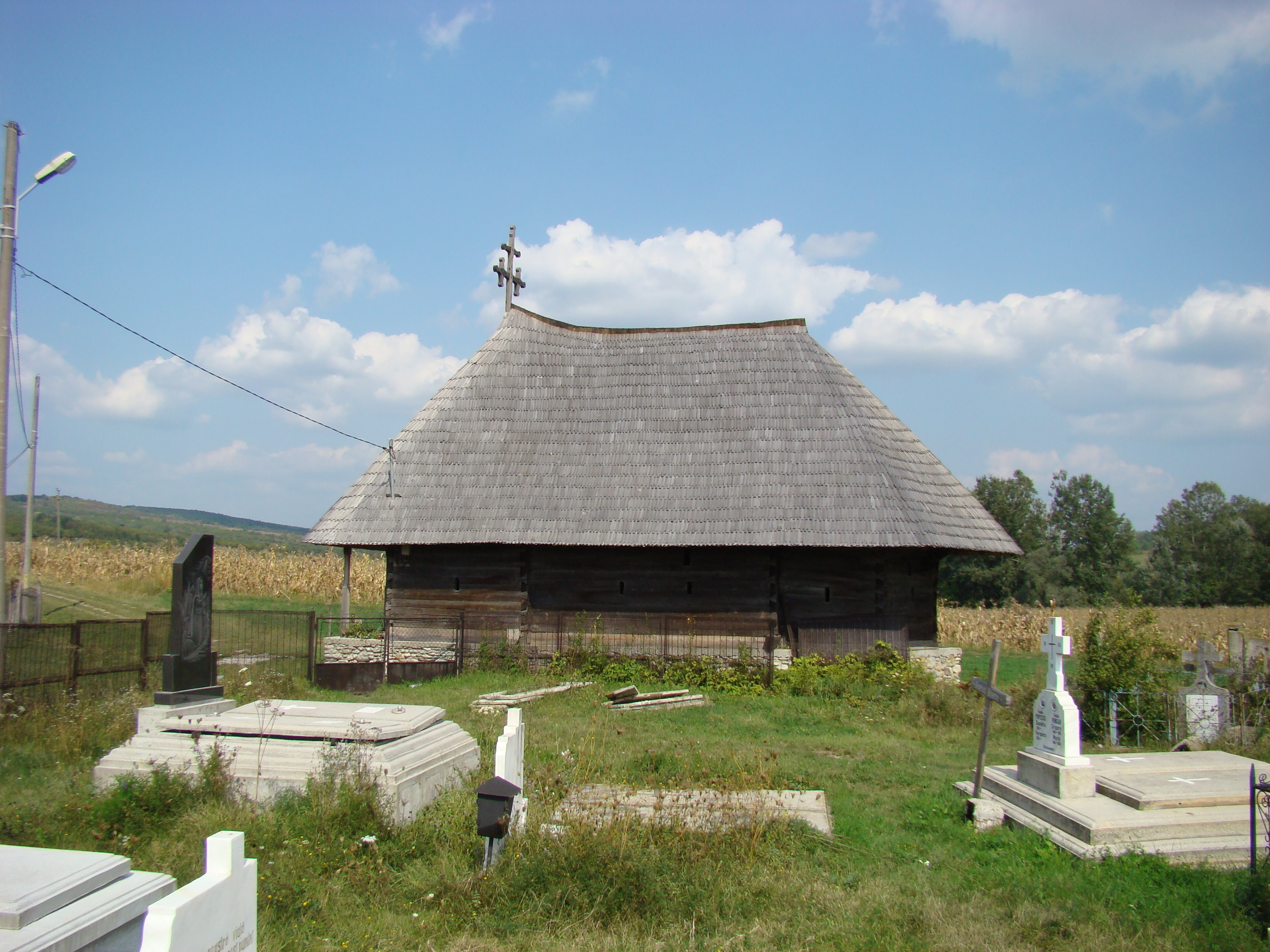
Biserica (sud)

Biserica de lemn din Bălănești, cătun Toropi, comuna Bălănești, județul Gorj, datează cu aproximație din 1680. Are hramul „Sfinții Voievozi”. Biserica se află pe noua listă a monumentelor istorice sub codul LMI:  GJ-II-m-A-09216.

## Istoric și trăsături
Catagrafia de la 1840 indică anul ridicării 1680 și numele ctitorilor: Ion Toropan și Ion Negrea. Este așezată pe două rânduri de tălpi, îmbinate în coadă de rândunică, ca și pereții. Consolele au o profilatură concavă. Pereții înscriu o navă dreptunghiulară, de dimensiuni modeste (7,23 m/3,90 m), iar absida altarului este decroșată, poligonală, cu cinci laturi.
Lăcașul a fost conceput fără prispă și clopotniță. Prispa de 1,14 m a fost adăugată ulterior, momentul fiind consemnat de o inscripție săpată pe o bârnă din dreapta intrării: „leat 7208 am scris eu popa Mihai” (1771-1772). Se remarcă prin valențele artistice: stâlpi cu fus poligonal și romburi adâncite pe muchiile capitelului, fruntarul și cosoroabele adânc crestate și ornamntate cu striuri și alte motive decorative, stenapii împodobiți cu profilul „în frânghie” și chenare.
Biserica a fost strămutată de mai multe ori pe parcursul existenței sale.

## Galerie de imagini

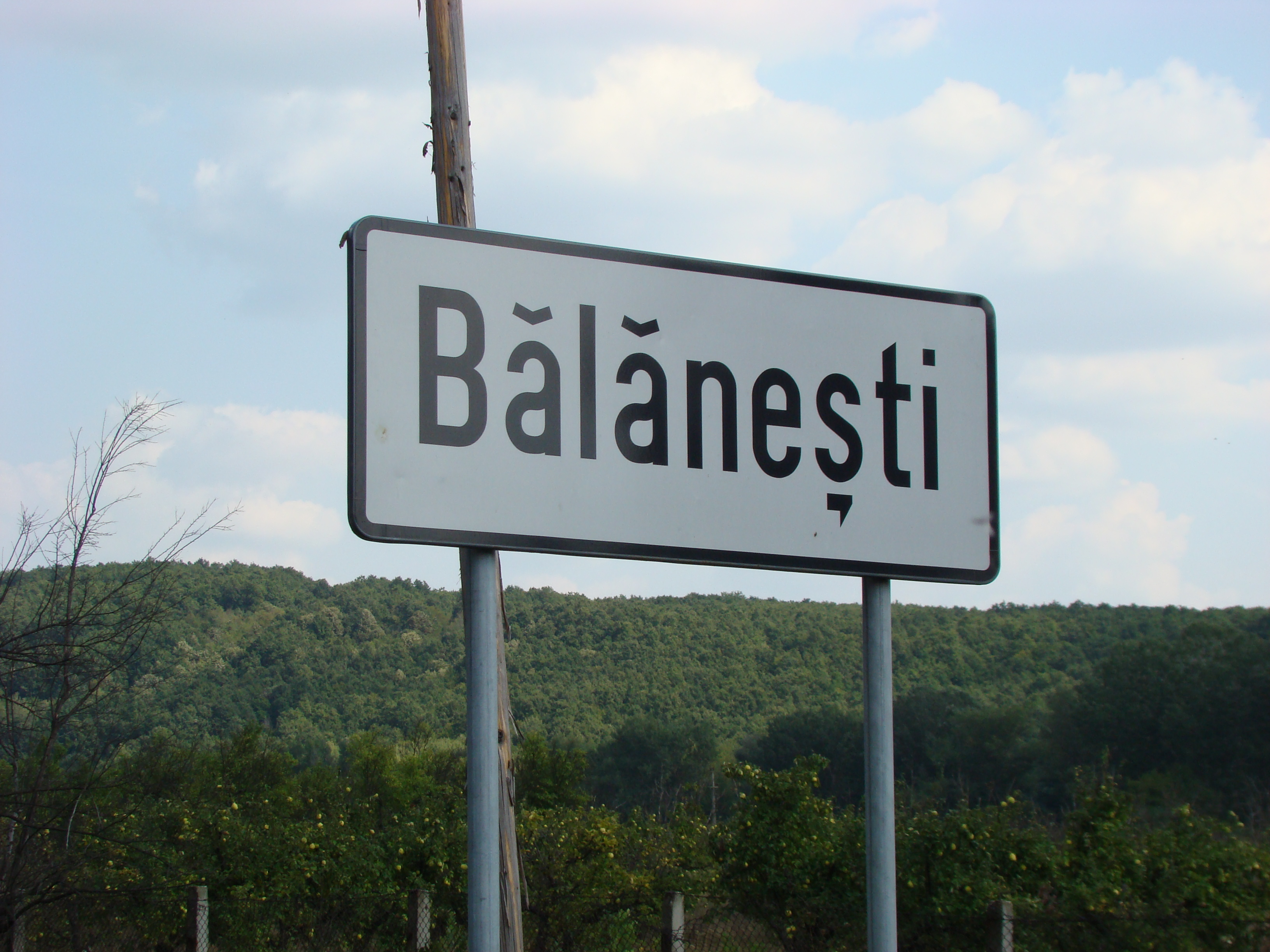
Intrarea în localitate
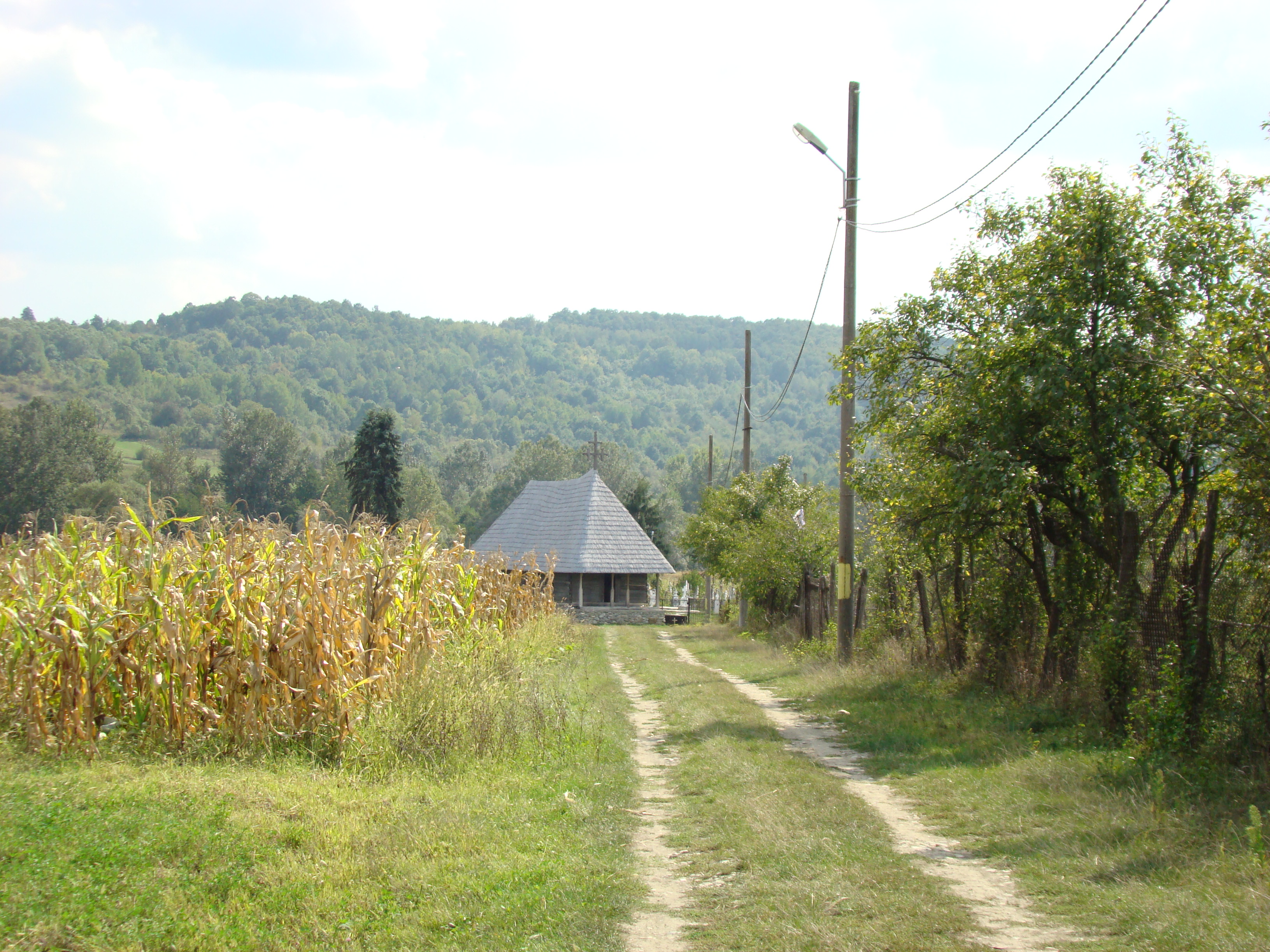
Drumul spre biserică
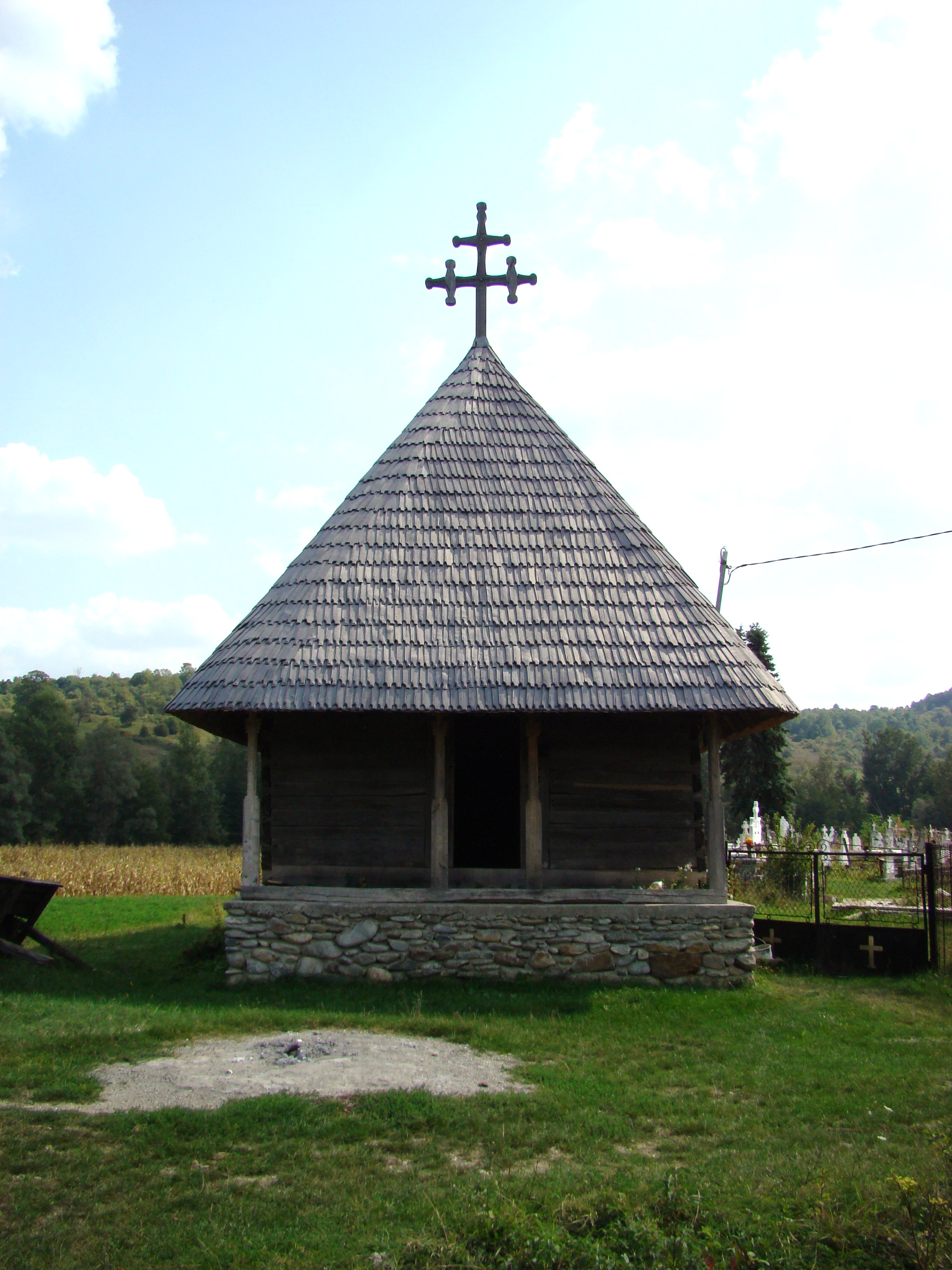
Biserica (vest)
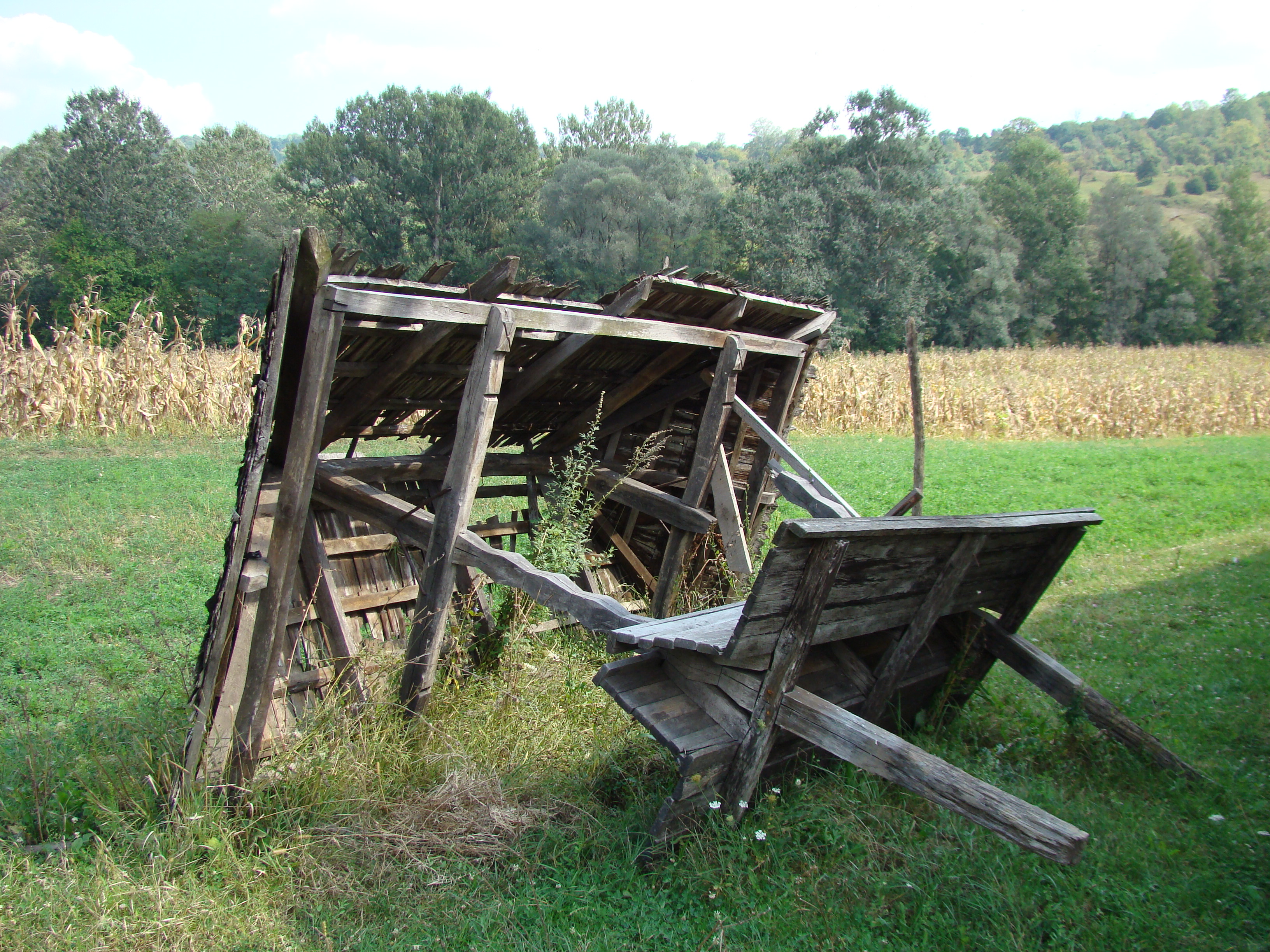
Clopotniţa prăbuşită
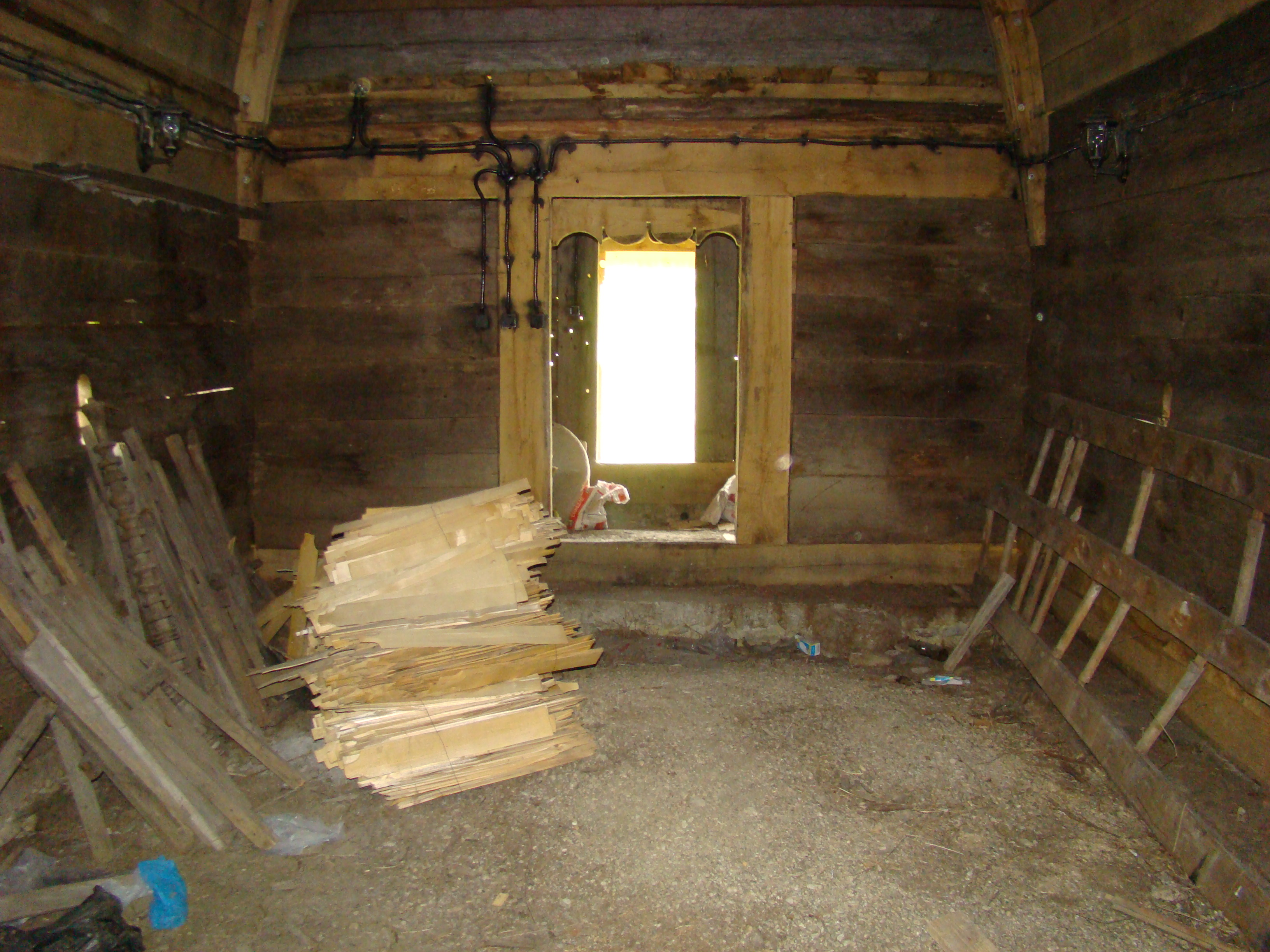
Biserica, lipsită de podoabe, în timpul reparaţiilor din 2009
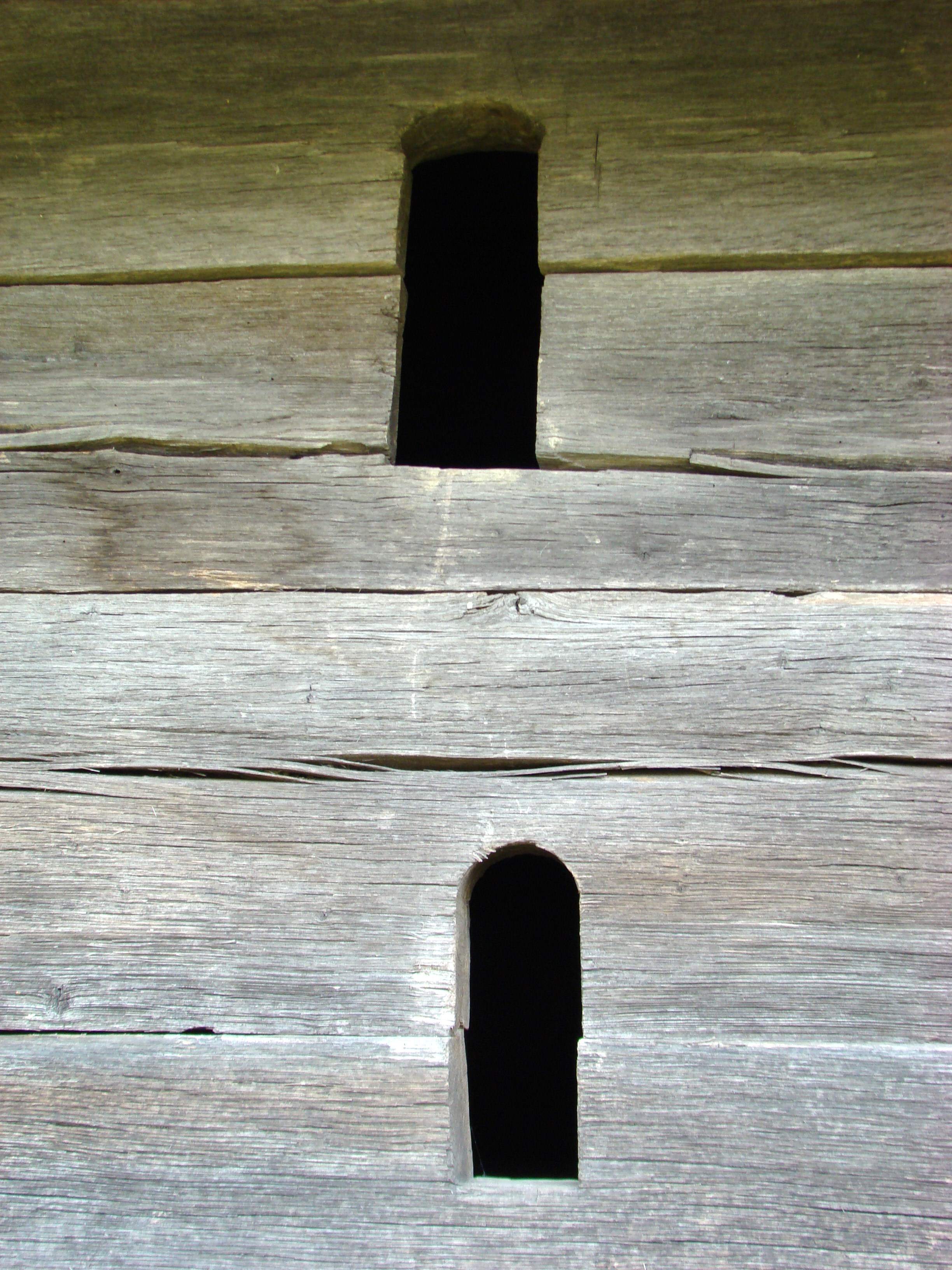
Deschideri practicate în peretele navei
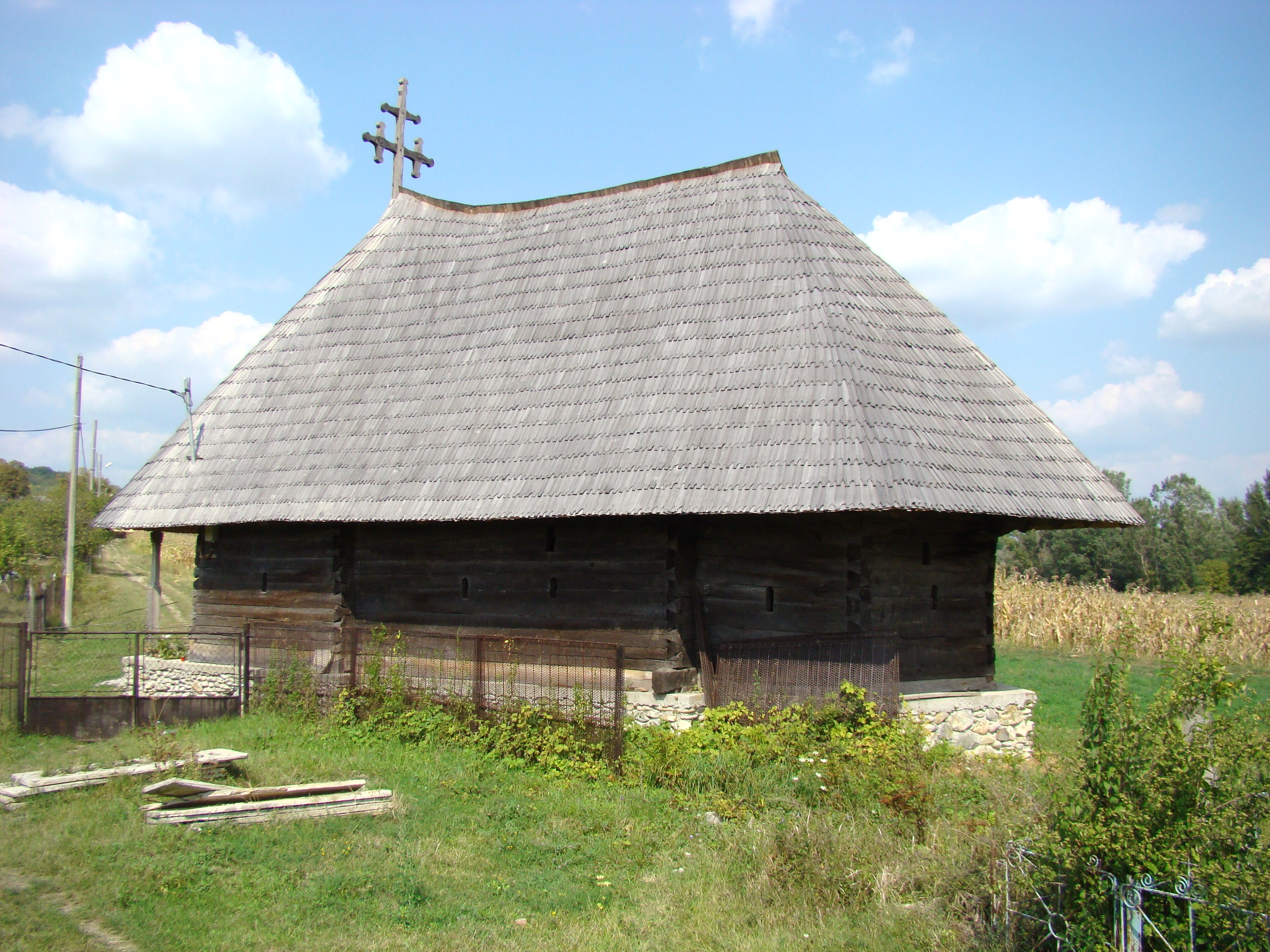
Biserica (sud-est)
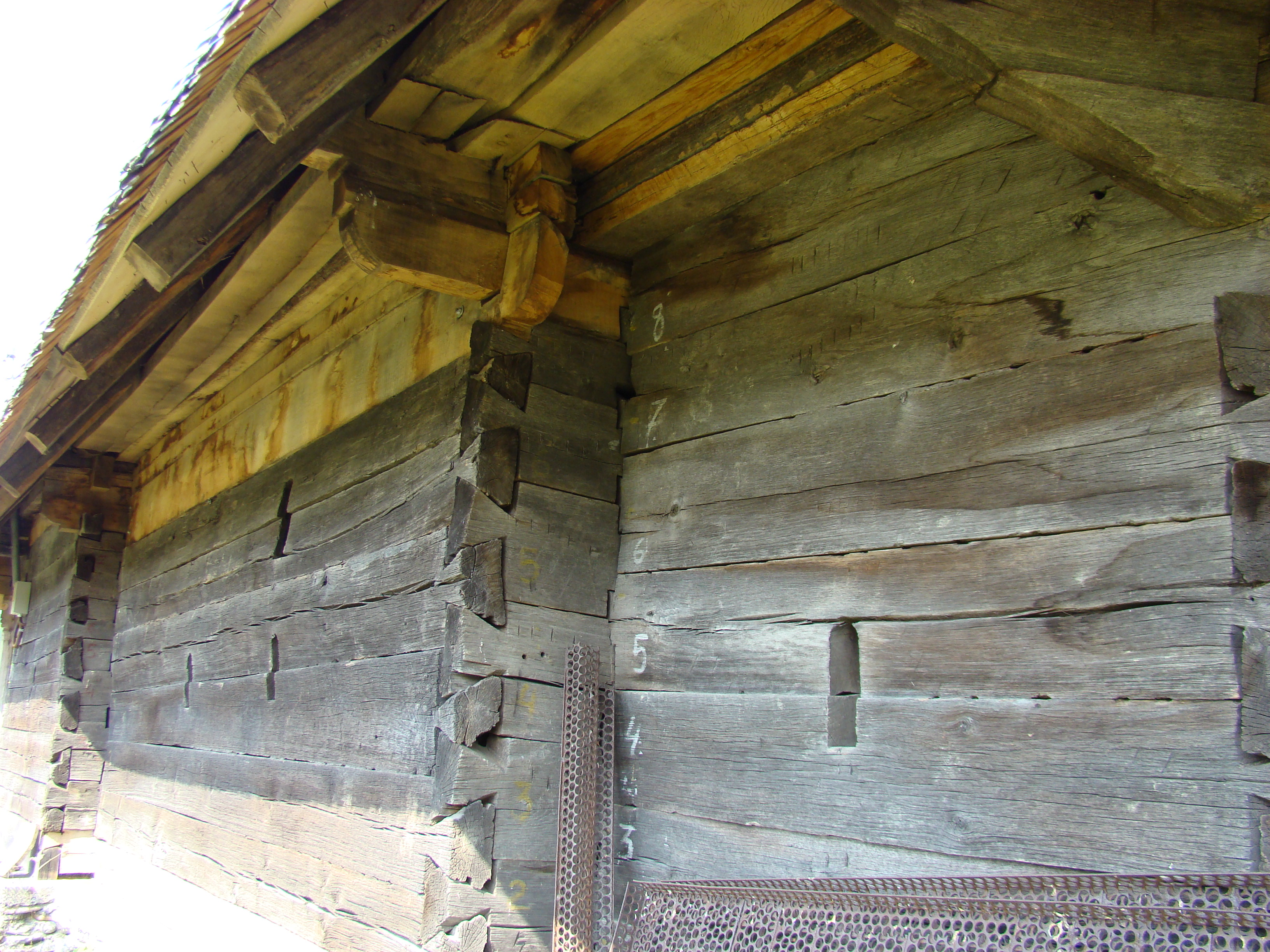
Decroşul absidei altarului
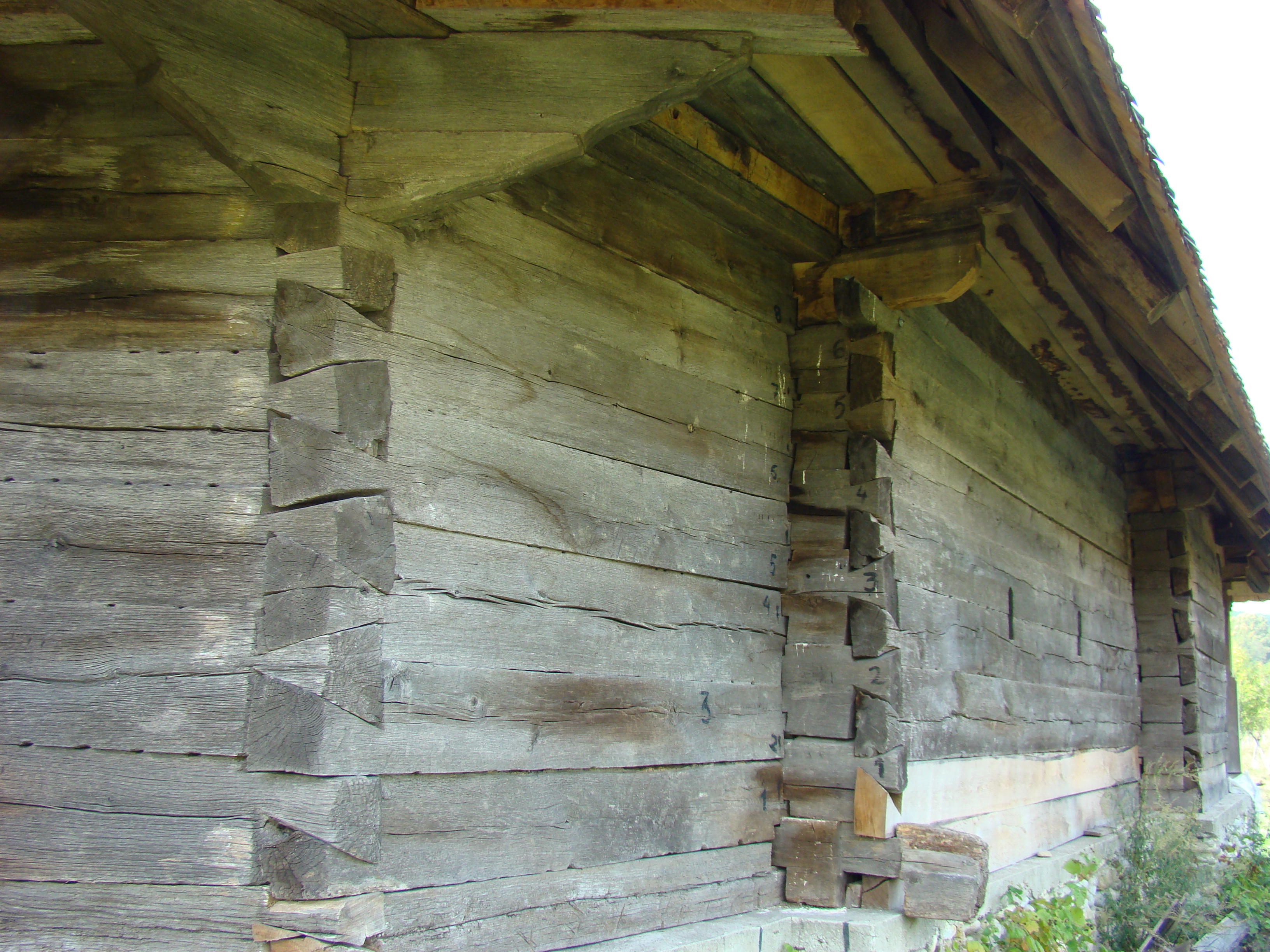
Latura de nord
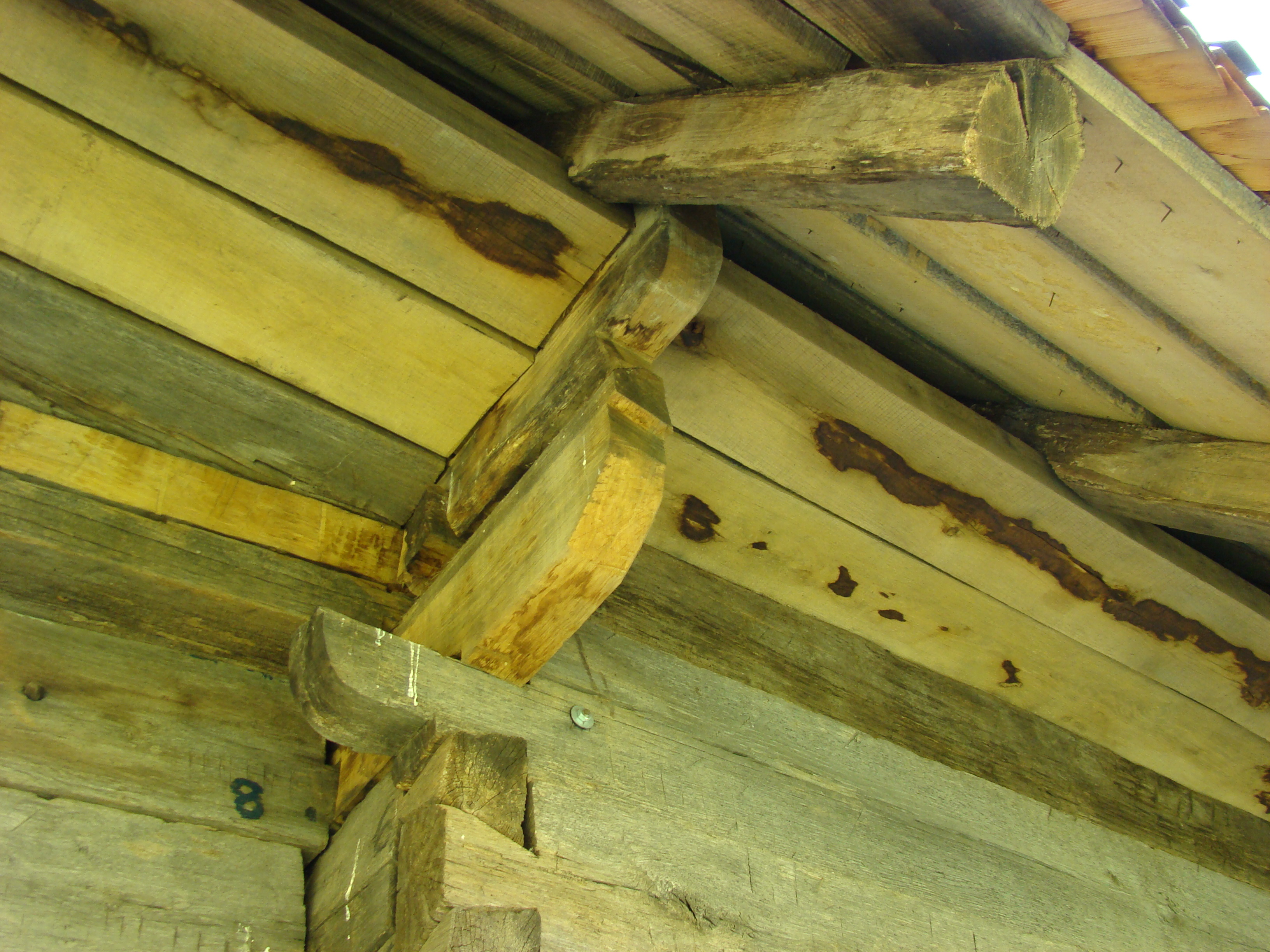
Consolă şi îmbinări sub streaşină
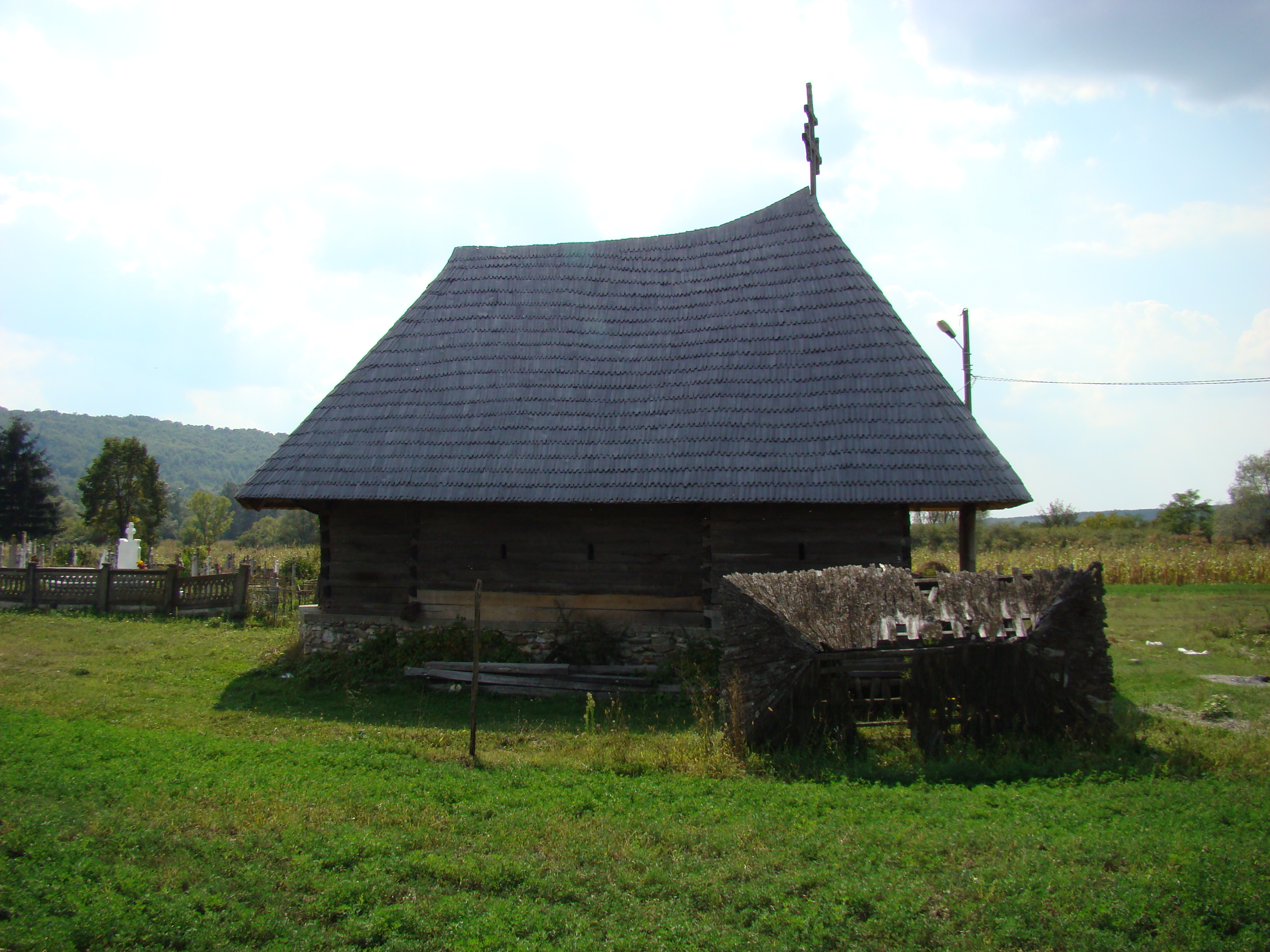
Biserica (nord)
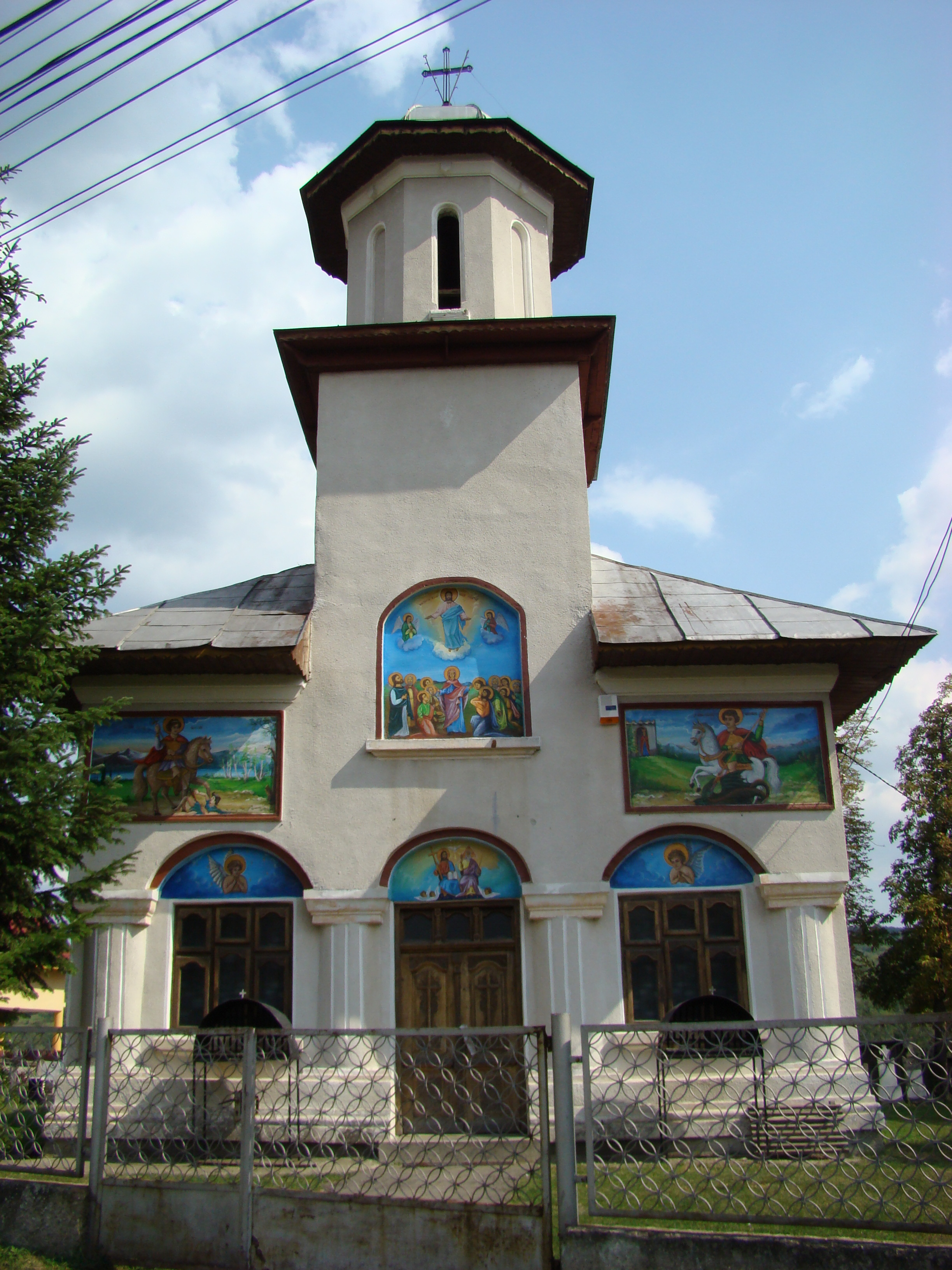
Biserica nouă de zid

## Ruinele Bisericii „Sf. Grigore Teologul” din Bălănești, cătun Viezuri, datare cca.1841, monument istoric, cod GJ-II-m-B-09217

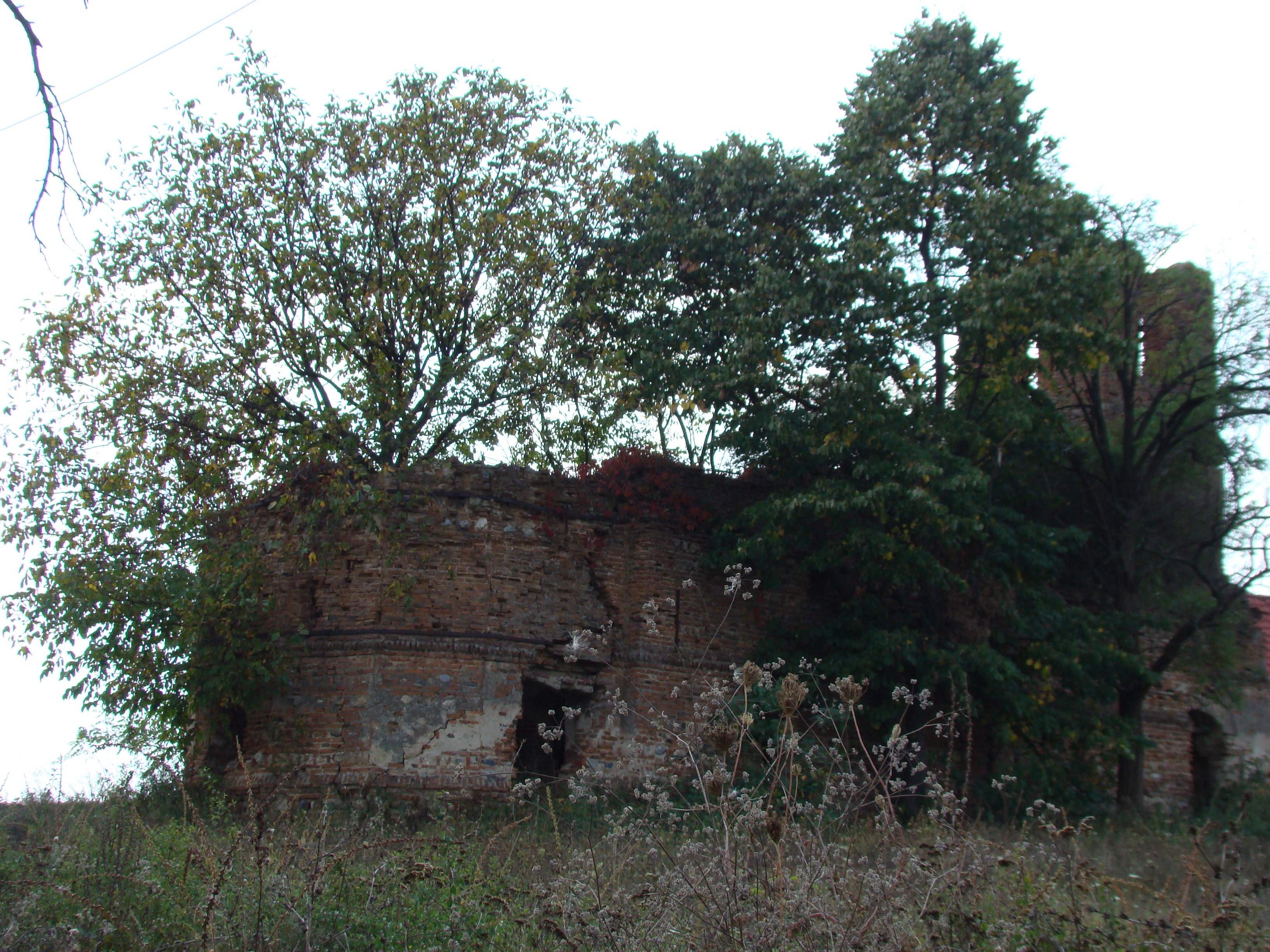
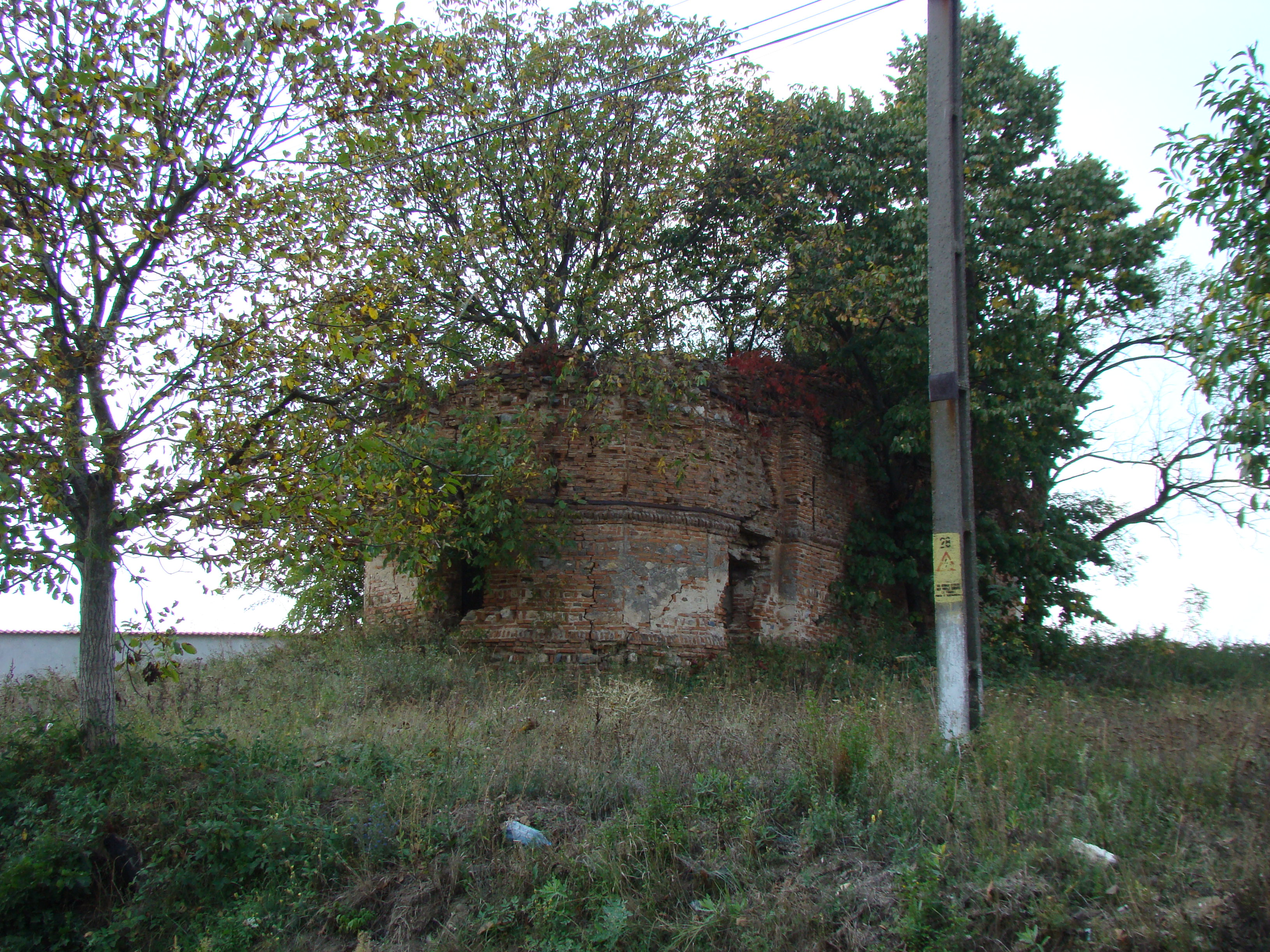

- Monumente istorice din România Fișă de monument